# Sabrina Litzinger
Sabrina Hanselmann (geb. Litzinger; * 6. September 1984 in Ludwigsburg) ist eine deutsche Schauspielerin und Moderatorin.

## Leben
Litzinger ist in Asperg aufgewachsen und hat von 2003 bis 2007 an der staatlichen anerkannten Akademie für darstellende Kunst (ADK) in Ulm ihre dreieinhalbjährige Ausbildung zur Fernseh-, Film- und Theaterschauspielerin absolviert, wo sie 2007 die staatliche Bühnenreifeprüfung erwarb. Von 2004 bis 2008 besuchte sie diverse Filmacting Workshops an der MFA (Mallorca Filmakademie, später Münchner Filmakademie).
Bekannt geworden ist sie vor allem als Außenreporterin „Veronika Bergmann“ in der Comedysendung Grünwald Freitagscomedy des Bayerischen Fernsehens. Hier wird sie stets zur Live-Berichterstattung an die unterschiedlichsten Orte geschickt, ist allerdings nie an dem Ort, von wo aus sie eigentlich berichten soll. Meistens kommt es am Ende ihrer Reportagen zwischen ihr und Günter Grünwald zu einer heftigen verbalen Auseinandersetzung, bei der Günter Grünwald als letzten Rettungsversuch das Übertragungskabel zieht.
Seit 2012 moderiert sie unterschiedliche Sendungen des Bayerischen Fernsehens. In ihrer Sendung „Viel Spaß!“ präsentiert sie die beliebtesten Sketche der Zuschauer des Bayerischen Fernsehens. Teil dieser Sendung sind lustige Straßenumfragen in den sieben bayerischen Regierungsbezirken zu verschiedenen Themen. 2013 sprach sie im Zeichentrickfilm Das kalte Herz die Rolle der Liesbeth. 2014 war sie Backstage-Reporterin der Show „50 Jahre Bayerisches Fernsehen“.
Litzinger lebt seit 2008 in München.

## Filmografie (Auswahl)
- 2007: Tatort (TV-Serie, 1 Folge)
- 2008:	Bayerischer Filmpreis (TV-Event)
- 2008:	SOKO 5113 (TV-Serie)
- 2008:	Am Seil (TV-Film)
- 2009:	Das bisschen Haushalt (Kurzspielfilm)
- 2009:	Dahoam is Dahoam (TV-Serie)
- 2009:	Frau im TV (Kurzspielfilm)
- 2010:	Welt der Wunder (TV-Magazin, 2 Folgen)
- 2010: Hero (AT) (Kurzspielfilm)
- 2010–2022: Grünwald Freitagscomedy (TV-Show, Producerin, Darstellerin, verschiedene Rollen)
- 2011: Der Alte (TV-Serie, 1 Folge)
- 2011: Hubert und Staller (TV-Serie, 1 Folge)
- 2011: Schau dich schlau! (TV-Magazin)
- 2012: Schicksale – und plötzlich ist alles anders (Dokuserie)
- 2013: Viel Spaß - Die besten Sketche zum Jahreswechsel (TV-Event)
- 2013: Der Alte (TV-Serie, 1 Folge)
- 2013: Das kalte Herz (The Cold Heart, Kurzfilm, nur Stimme)
- 2015: Daheim bei Herbert und Schnipsi (Dokumentarfilm)
- 2016: Herbert & Schnipsi (TV-Show)